# General Camacho (Ichoca)
General Camacho ist eine Ortschaft im Departamento La Paz im südamerikanischen Andenstaat Bolivien. Die Ortschaft trägt ihren Namen nach Eliodoro Camacho, im Jahr 1883 Gründer der „Partido Liberal“ (Liberale Partei Boliviens) und mehrmaliger Präsidentschaftskandidat gegen die regierende Konservative Partei.

## Lage im Nahraum
General Camacho liegt in der Provinz Inquisivi und ist zentraler Ort im Cantón General Camacho im Municipio Ichoca. Die Ortschaft liegt in der Serranía de Sicasica auf einer Höhe von 4069 m am Río Camacho, der über den Río Poquiri, den Río Ichoca und den Río Colquiri zum Río Ayopaya führt.

## Geographie
Die Ortschaft General Camacho liegt zwischen dem bolivianischen Altiplano im Westen und dem Amazonas-Tiefland im Osten. Die Region weist ein typisches Tageszeitenklima auf, bei dem die mittleren Temperaturunterschiede zwischen Tag und Nacht größer sind als die Temperaturunterschiede zwischen den Jahreszeiten.
Die mittlere Durchschnittstemperatur der Region liegt bei knapp 7 °C und schwankt zwischen 3 °C im Juni/Juli und 9 °C im November/Dezember (siehe Klimadiagramm Caxata). Der Jahresniederschlag liegt bei 500 mm, mit einer ausgeprägten Trockenzeit von Mai bis Juli und Monatsniederschlägen von mehr als 100 mm im Januar und Februar.

## Verkehrsnetz
General Camacho liegt 212 Straßenkilometer südöstlich von La Paz, der Hauptstadt des gleichnamigen Departamentos.
Von La Paz aus führt die asphaltierte Nationalstraße Ruta 2 in westlicher Richtung nach El Alto, von dort 129 Kilometer nach Süden die Ruta 1 über Sica Sica nach Konani, 80 Kilometer vor Oruro. Von dort führt eine Landstraße in nordöstlicher Richtung nach Quime und passiert nach 55 Kilometern auf halbem Weg dorthin die Ortschaft Caxata. Sieben Kilometer nordöstlich von Caxata zweigt eine unbefestigte Nebenstraße von dieser Landstraße nach Süden ab und überquert auf ihrem Weg in das acht Kilometer entfernte General Camacho Höhen von fast 4700 Metern.

## Bevölkerung
Die Einwohnerzahl der Ortschaft ist in dem Jahrzehnt zwischen den beiden letzten Volkszählungen um ein Zehntel zurückgegangen:
| Jahr | Einwohner         | Quelle       |
| ---- | ----------------- | ------------ |
| 1992 | keine Detaildaten | Volkszählung |
| 2001 | 403               | Volkszählung |
| 2012 | 366               | Volkszählung |
| 2024 |                   | Volkszählung |

Die Region weist einen hohen Anteil an Aymara-Bevölkerung auf, im Municipio Ichoca sprechen 92,4 Prozent der Bevölkerung Aymara.